# خانه حسن علی صابر سنگری
خانه حسن علی صابر سنگری مربوط به دوره قاجار است و در شیراز، کوچه محله سرباغ، بن‌بست کدخدا، پلاک ۶۲ واقع شده و این اثر در تاریخ ۱۰ خرداد ۱۳۸۲ با شمارهٔ ثبت ۸۶۵۹ به‌عنوان یکی از آثار ملی ایران به ثبت رسیده است.